# 基利法雷沃

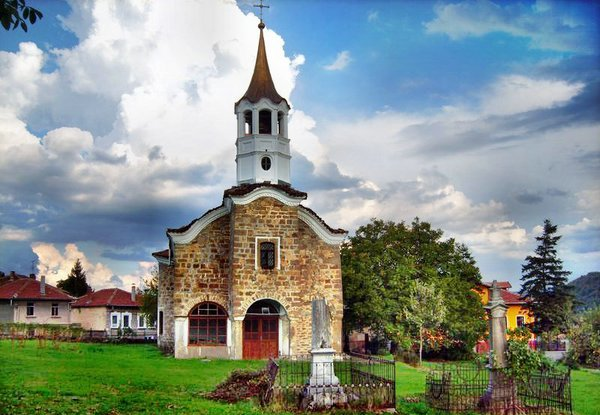

基利法雷沃是保加利亞的城鎮，位於該國北部，距離首都索菲亞228公里，由大特爾諾沃州負責管轄，面積28.99平方公里，海拔高度207米，2010年人口2,292，居民主要信奉東正教。

## 外部連結
- Website on the history of Kilifarevo （保加利亚文）
- Kilifarevo Monastery at Pravoslavieto.com （页面存档备份，存于） （保加利亚文） （英文）
- Kilifarevo Monastery at BulgarianMonastery.com （保加利亚文） （英文）
- Kilifarevo （保加利亚文）